# Politolana impressa
Politolana impressa là một loài chân đều trong họ Cirolanidae. Loài này được Harger miêu tả khoa học năm 1883.